# Prepona subadunca
Prepona subadunca är en fjärilsart som beskrevs av Le Moult 1932. Prepona subadunca ingår i släktet Prepona och familjen praktfjärilar. Inga underarter finns listade i Catalogue of Life.